# Verlosserkerk (Bussum)
De Verlosserkerk is een voormalige Nederlands Hervormde Kerk, gelegen in de wijk Bussum-Zuid aan de H.A. Lorentzweg 59, hij is in 1956 ontworpen door Architectenbureau Nielsen, Spruit en Van de Kuilen. De kerk en het ontmoetingscentrum tezamen zijn sinds 2015 als ensemble een gemeentelijk monument.

## Exterieur
De kerk is in een ovale vorm van een schip gebouwd, breed in het midden gedeelte, aan de uiteinden smaller toelopend, vandaar dat de kerk in de volksmond de naam  Scheepjeskerk heeft gekregen. Het dak van boven is van koperplaten voorzien en is glooiend, 9 meter hoog aan de uiteinden lager in het middengedeelte. Dit is in de loop van de tijd door oxidatie steeds groener geworden.
De toren is in feite een dikke gebogen muurdeel die haaks op de kerk zelf staat, de klok is in de toren aan de oostkant opgehangen. Er zijn nog twee kleinere openingen in de toren, voor nog twee klokken. Deze zijn echter leeg gebleven.
De hoofdingang heeft ingemetseld een steen met de Bijbeltekst: VERLOSSERKERK want hij heeft omgezien naar zijn volk en heeft het verlossing gebracht (Lucas 1:68).
Via een binnen gelegen doorgang is er een rechtstreekse verbinding vanuit de kerk zelf naar het naastliggende wijkcentrum.
Gekoppeld aan de kerk is het wijkcentrum Trefpunt gevestigd met een aparte ingang, wat dateert uit 1956 en in latere fase uitgebouwd is. Naast de kerk stond oorspronkelijk een pastoriegebouw gebouwd in 1960, deze is in 1977 verbouwd tot een dienstwoning. Op Nieuwjaarsdag 2023 is door een uitslaande brand dit voormalige pastoriegebouw aan de Koekoeklaan 1 volledig afgebrand en daarna gesloopt.

### Architectuur
De architectuur van de kerk met bijgebouwen is sober te noemen, in bakstenen opgebouwde vormen ze echter horizontaal gezien een geheel, slechts verticaal onderbroken  door de klokkentoren. Daardoor zijn ze erg karakteristiek voor de jaren '50. Die als wederopbouw jaren van Nederland na de Tweede Wereldoorlog gezien worden, met een sterke behoefte aan woningbouw en toentertijd ook kerkgebouwen. De kerk zelf is een fraai en gaaf voorbeeld van naoorlogse plastische architectuur. Ondanks het geringe architectonische belang van het wijkcentrum en de voormalige pastorie vormen ze tezamen met de kerk een beeldbepalend ensemble, zichtbaar gelegen aan de Ceintuurbaan, Koekoeklaan en het park de Groene Long. De kerk met bijgebouwen is het eerste gebouw wat voltooid werd in de wijk de Oostereng in 1956. Het is als het ware een poortwachter, gelegen bij de belangrijkste toegangsweg tot deze naoorlogse woonwijk, die zeer snel daarna binnen tientallen jaren volgebouwd werd met hoofdzakelijk eengezinswoningen, enkele flatgebouwen met daarbij een winkelcentrum, enkele lagere scholen en een middelbare school.

## Interieur
De kapconstructie van de kerkzaal is samengesteld uit licht gebogen houten balken in stalen voeten, waaraan de trekstangen zijn bevestigd.
De oorspronkelijke kerkbanken zijn verwijderd, echter is het liturgisch centrum met het oorspronkelijke doopvont nog aanwezig. De Kansel en het grote hangende Kruis daarachter zijn verdwenen. Via een trap is het gedeelte waar de orgel aanwezig was, bereikbaar met daarvoor een balkon.
De binnenmuren die origineel niet geschilderd waren en de bruine bakstenen muur lieten zien, zijn na een renovatie wit geschilderd.

### Glas in Lood Ramen
De 7 hoge ramen aan de westkant van het gebouw, lopen in hoogte op. Een aantal hoge ramen aan de westkant van de kerk zijn voorzien van glas-in-lood. Aan de westkant en oostkant zijn aan iedere kant drie kleinere ramen op lagere hoogte geplaatst voor meer lichtinval. In de laatste renovatie van de kerk van binnen is ook de verlichting gemoderniseerd.

### Orgel
In 1964 is een orgel van Bernard Pels & Zoon N.V. als Opus 617 geplaatst in de kerk, dit orgel is in 2022 verwijderd uit de Verlosserkerk.

## Status
De kerk was eigendom van de Protestantse Gemeente Bussum (PGB). De kerk heeft tot 2020 gediend als een kerk voor de Nederlands Hervormde gemeente in Bussum. De protestantse gemeente Bussum heeft de kerk met de daarbij horende gebouwen en grond verkocht. Het nabijgelegen voormalige pastorie werd verhuurd voor bewoning. Het wijkcentrum de Trefpunt werd nog wel gebruikt voor kleinschalige activiteiten voor de Wijk Oostereng, waarin de Kerk met bijgebouwen ligt, maar dit is eind 2022 beëindigd.

### Herontwikkeling Verlosserkerk
Er wordt nagedacht over de toekomstige bestemming van de kerk met zijn bijbehorende gebouw en terrein, dit in overleg met de Gemeente Gooise Meren en omwonenden.
Na een aantal gesprekken met de belanghebbenden is het plan voor het realiseren van appartementen aangepast naar een kleiner aantal woningen met minder woonlagen. In juli 2021 is een conceptplan opgesteld om een aantal woningen, verdeeld over 3 a 4 woonlagen te bouwen aan respectievelijk de Ceintuurbaan en Koekoeklaan. Dat plan behelst het behoud van de kerk zelf, echter met wel het idee om de bestaande pastoriegebouw en wijkgebouw, af te gaan breken.
Na het afronden van de eerste aftastfase is er een ambitieplan opgesteld door de gemeente Gooise Meren. Het eerste politiek debat in januari 2022, met omwonenden en de politieke partijen van de Gemeente Gooise Meren inclusief de wethouder leverde echter meer vragen op dan antwoorden over het project. Het tweede politieke debat in februari 2022 tussen de raadsleden van de gemeente Gooise Meren, de wethouder en de Protestantse gemeente Bussum leverde nog niet genoeg duidelijkheid op, om het ambitiedocument definitief te kunnen maken en het verkoopproces van de Kerk en zijn gronden met daarbij horende gebouwen in gang te kunnen zetten.
Op de laatste vergadering voor de gemeenteraadsverkiezingen in maart 2022, zijn er door bijna alle politieke partijen van de gemeente Gooise Meren, 14 amendementen aangebracht op het ambitiedocument, om met het vernieuwde projectplan de volgende fase van het proces in te kunnen laten gaan. Daarbij zijn onder andere concessies bedongen zoals lagere bouwhoogtes, voor de verschillende te bouwen appartementen. Er zal ook, in samenwerking tussen de projectontwikkelaar en architecten, met de Commissie Ruimtelijke Kwaliteit en Erfgoed,  getracht worden het huidige monumentale ensemble zo min mogelijk aan te tasten. Het kerkgebouw zal gehandhaafd blijven in zijn huidige staat, waarbij er gezocht gaat worden voor een nieuwe bestemming hiervan.
Per 1 juli 2022 is de Verlosserkerk met de daarbij behorende gebouwen en terrein overgedragen aan een vastgoedbedrijf, deze nieuwe eigenaar zal trachten om binnen de door de lokale politieke opgegeven kader een nieuwe invulling te verwezenlijken in de nabije toekomst.
Eind 2024 werd een start gemaakt om de kerk intern te verbouwen tot een klein zorg behandelcentrum, met zoveel mogelijk behoud van de uiterlijke bestaande architectuur.
Door de lokale politiek van de gemeente Gooise Meren, werd begin juni 2025 ingestemd met de plannen van de projectontwikkelaar, tot het bouwen van een appartementencomplex met daarin 54 huurwoningen. Dit is in afwijking met wat er 3 jaar eerder met grote meerderheid in de gemeenteraad aangenomen was als ambitiedocument. Niet alle politieke partijen in de gemeenteraad waren hier mee akoord. Slecht een aanpassing werd op het plan gemaakt om de hoogte van het complex met een halve meter te verlagen.

## Varia
- Architectenbureau Nielsen, Spruit en Van de Kuilen, dat toen in Bussum gevestigd was, heeft verspreid over Nederland behalve woningen meerdere kerkgebouwen ontworpen waaronder 't Visnet, een aantal daarvan zijn afgebroken of staan op het punt om afgebroken te worden. De Verlosserkerk was een belangrijk werk in hun oeuvre, dat als visitekaartje diende als voorbeeld om andere bouwopdrachten voor kerken in Nederland in de wacht te slepen.
- De Verlosserkerk is genoemd, in een pre-selectie van naoorlogse Nederlandse kerken die behoudenswaardig zijn vanwege hun cultuurhistorische waarde. Dit in opdracht van de Rijksdienst van Cultureel Erfgoed.[24]
- In 2009 werd er al eerder nagedacht over een andere bestemming voor het Kerkgebouw en aanliggende wijkcentrum.[25]

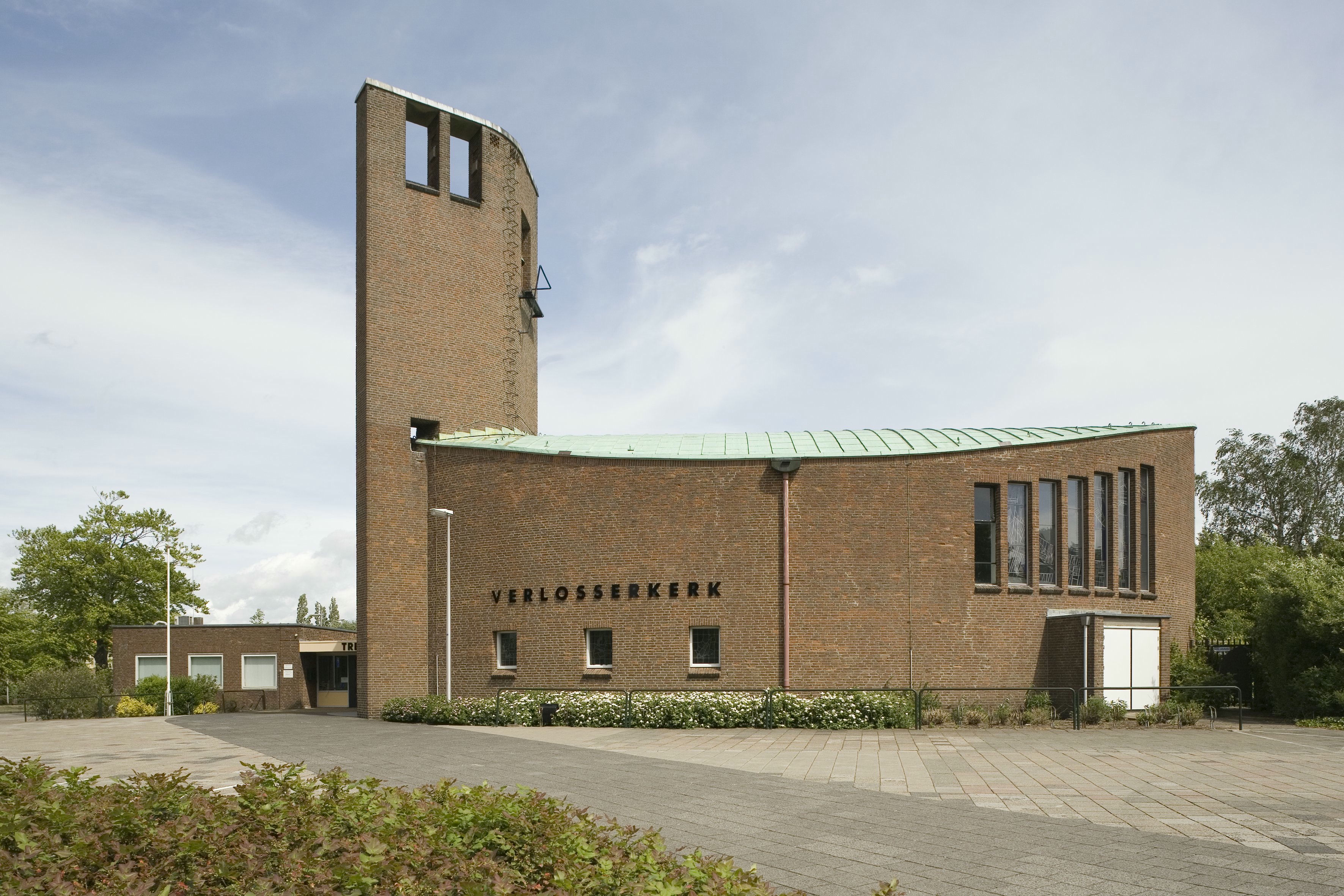
gevel Kerk
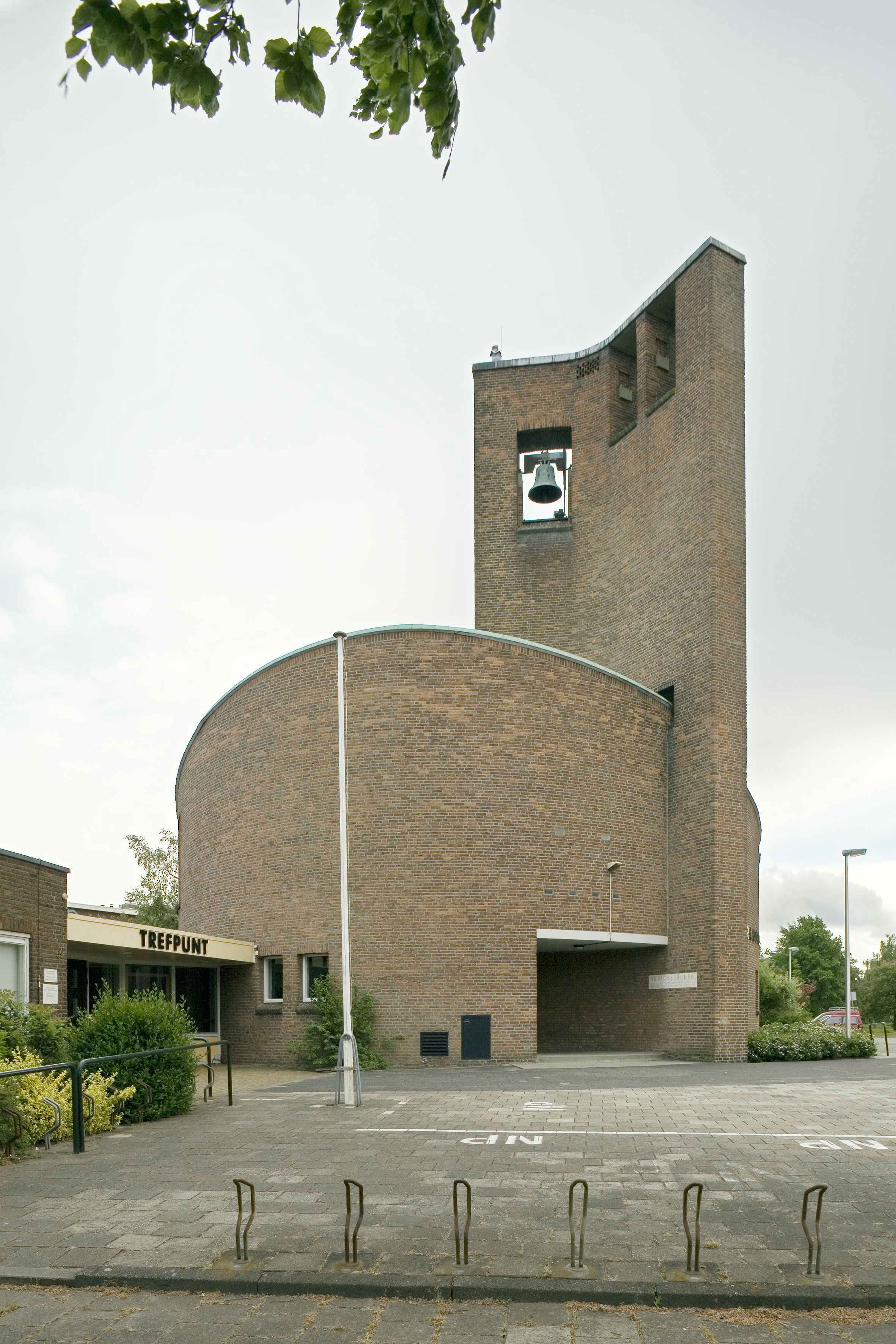
gevel Kerk
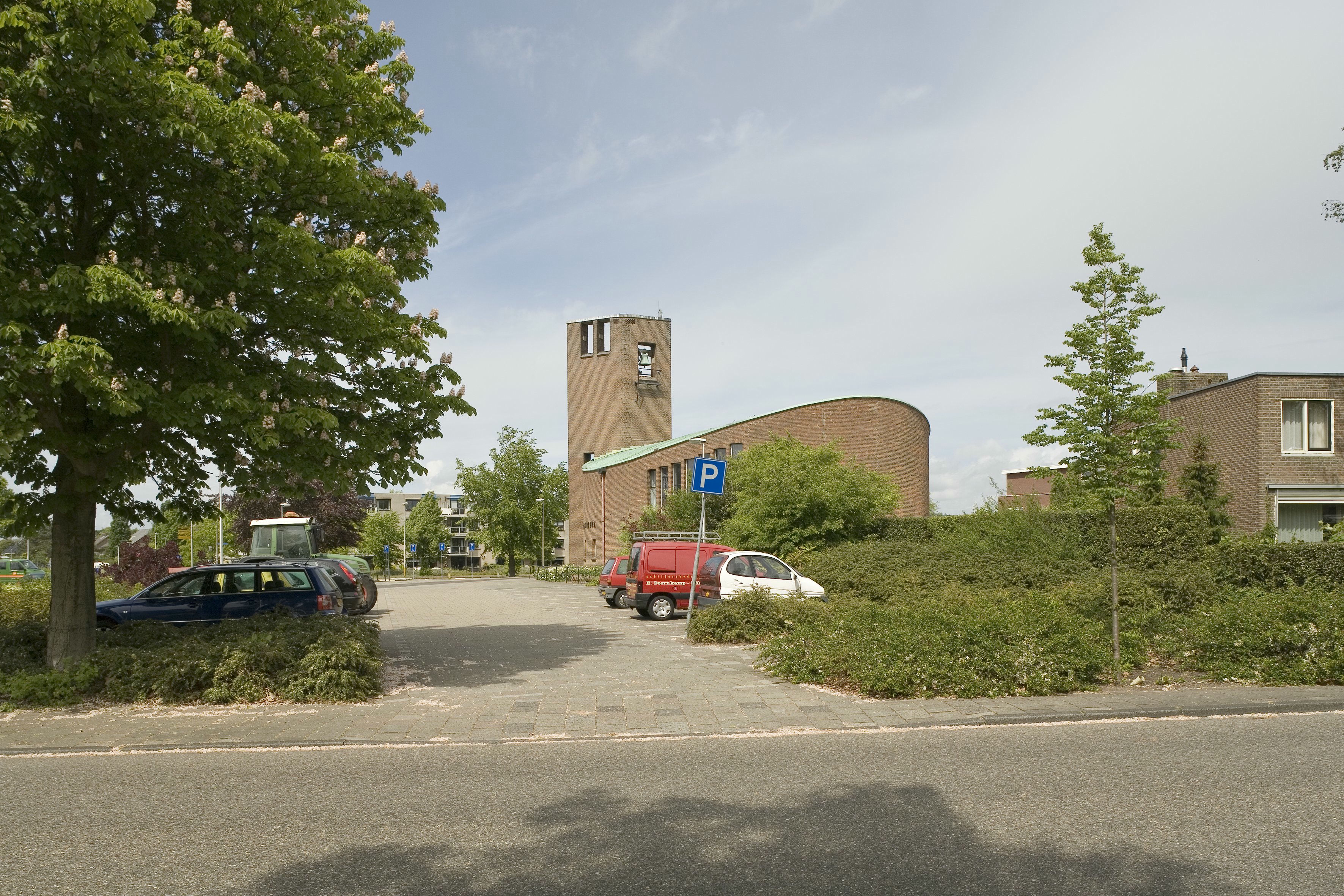
Kerk met pastorie
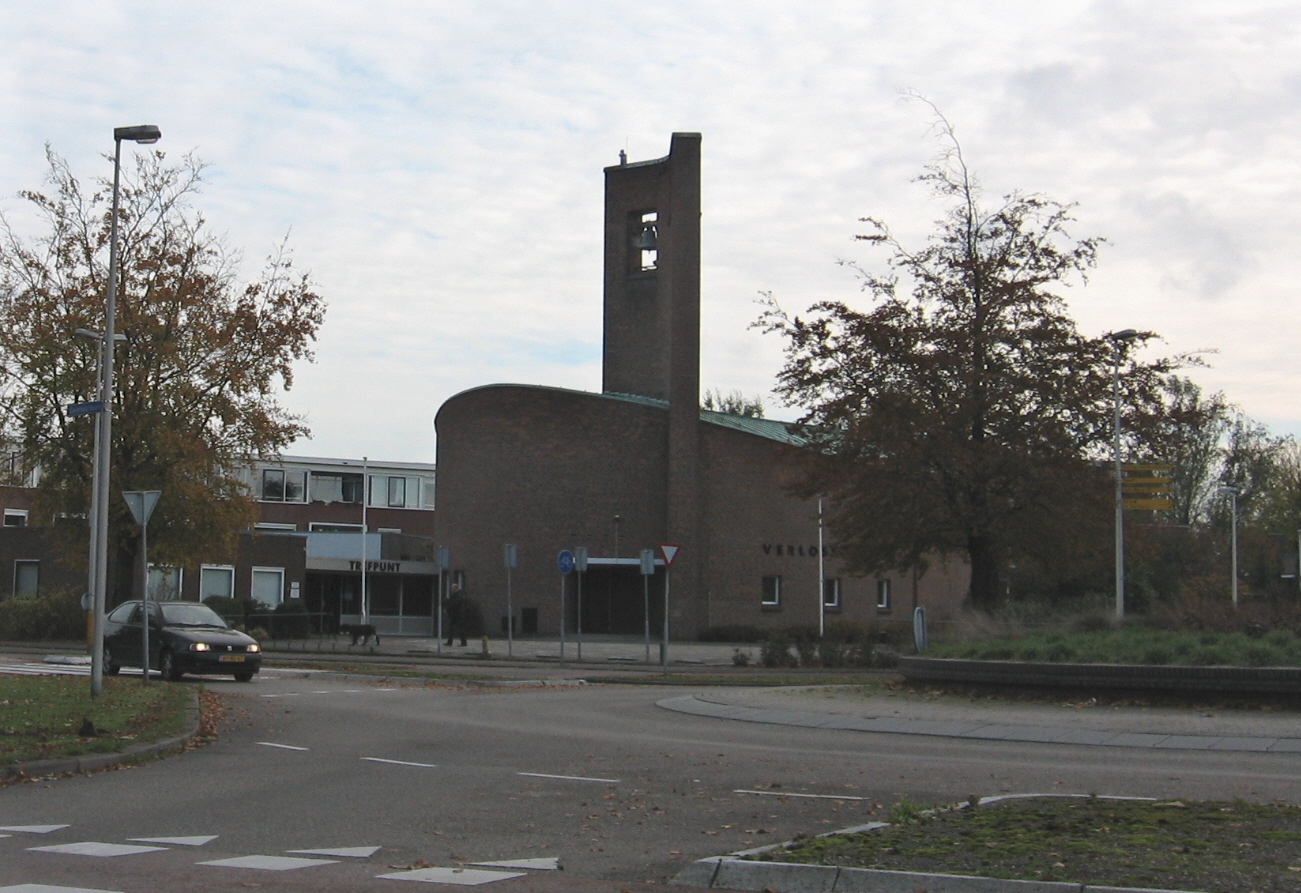
Bussum Verlosserkerk
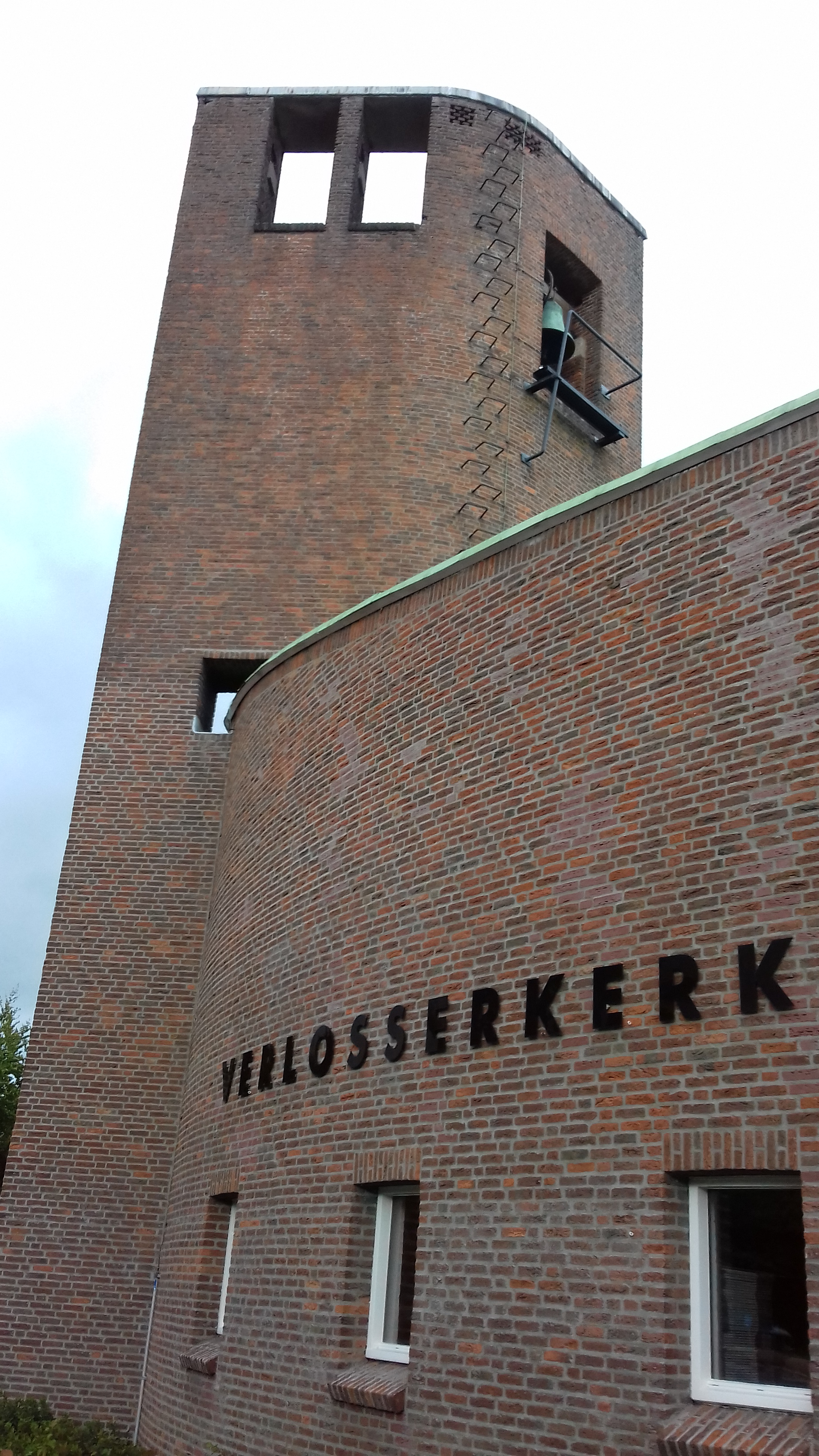
Kerktoren Verlosserkerk
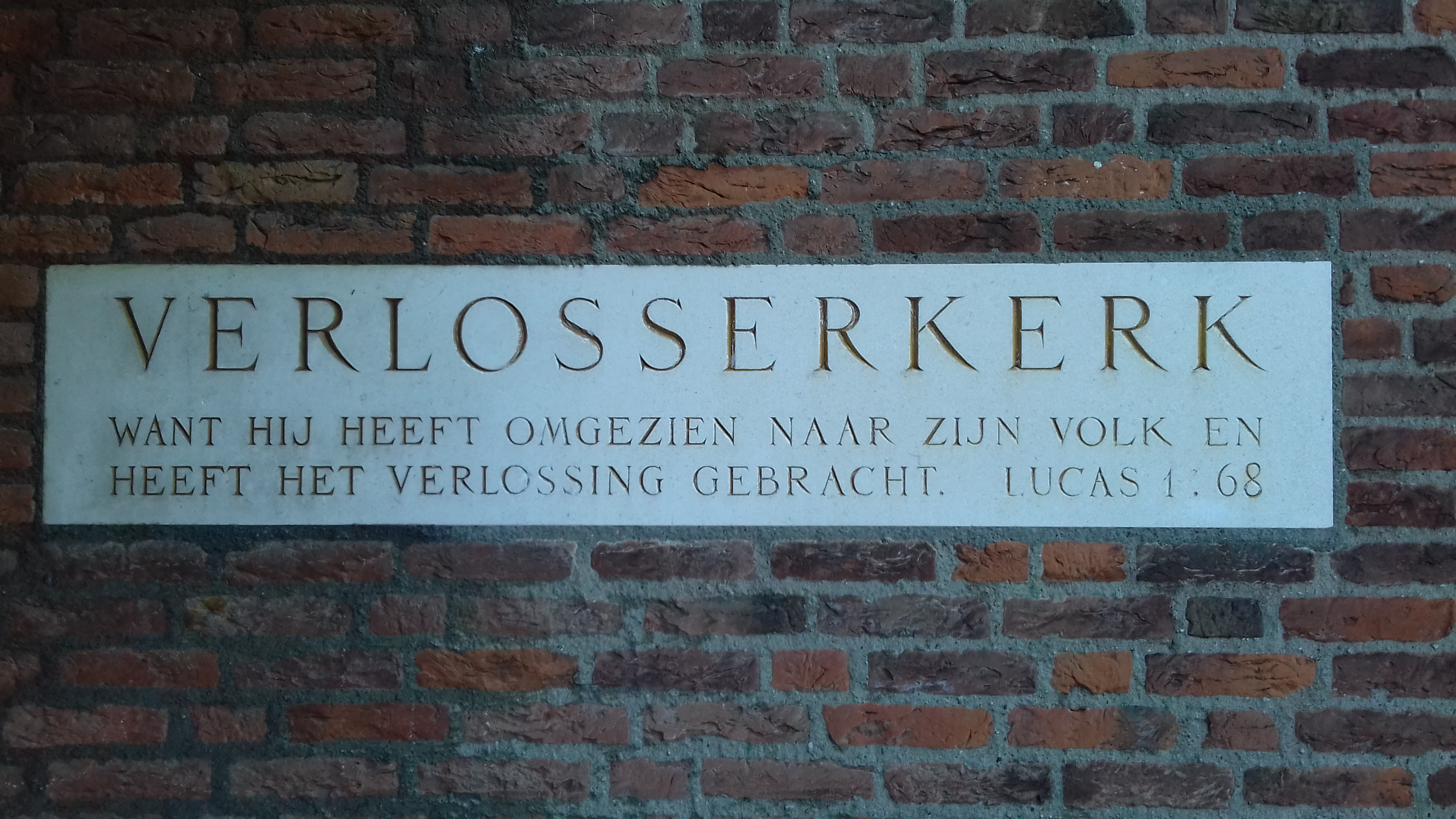
Bijbeltekst bij Ingang
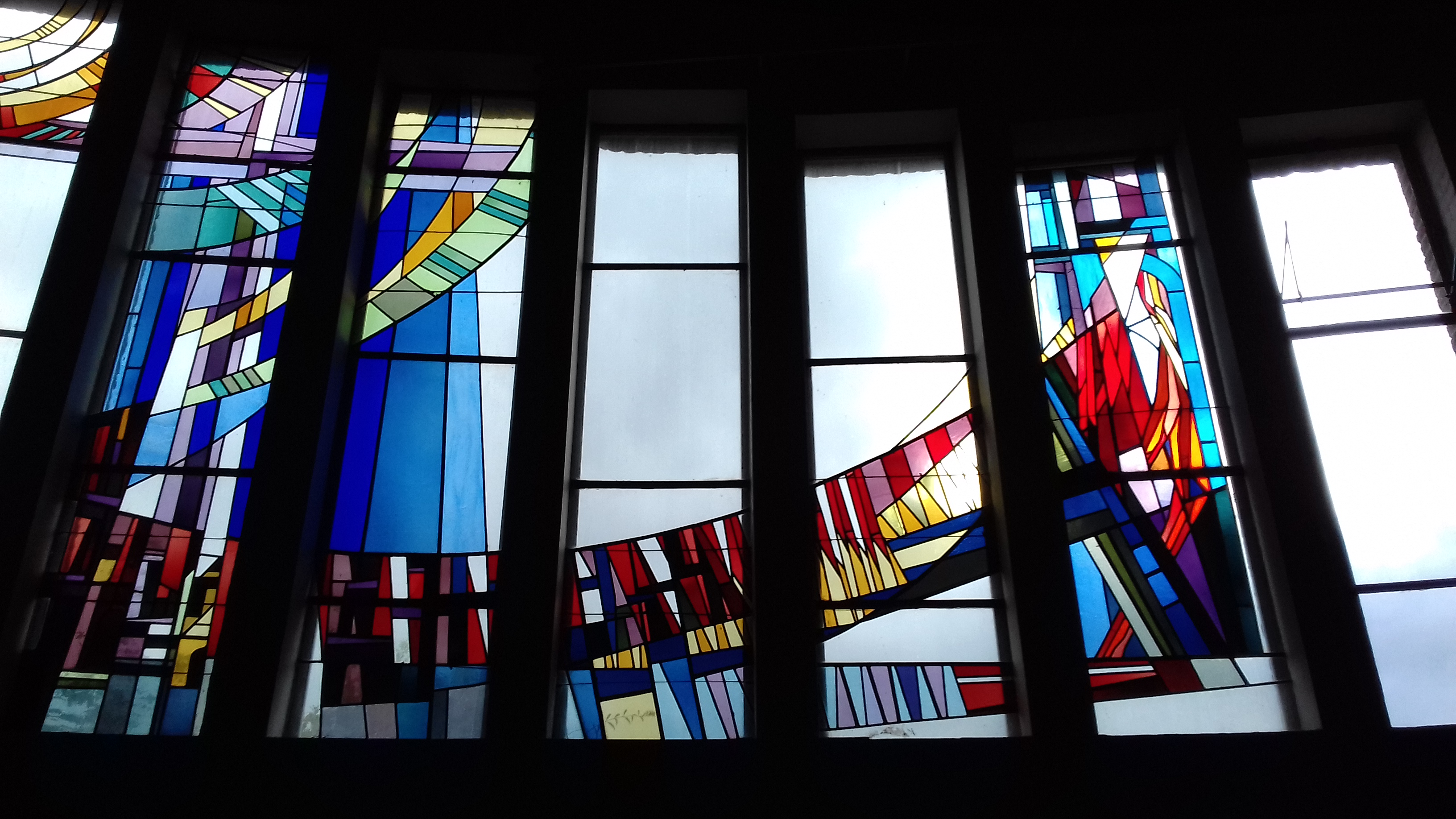
Glas-in-lood-ramen
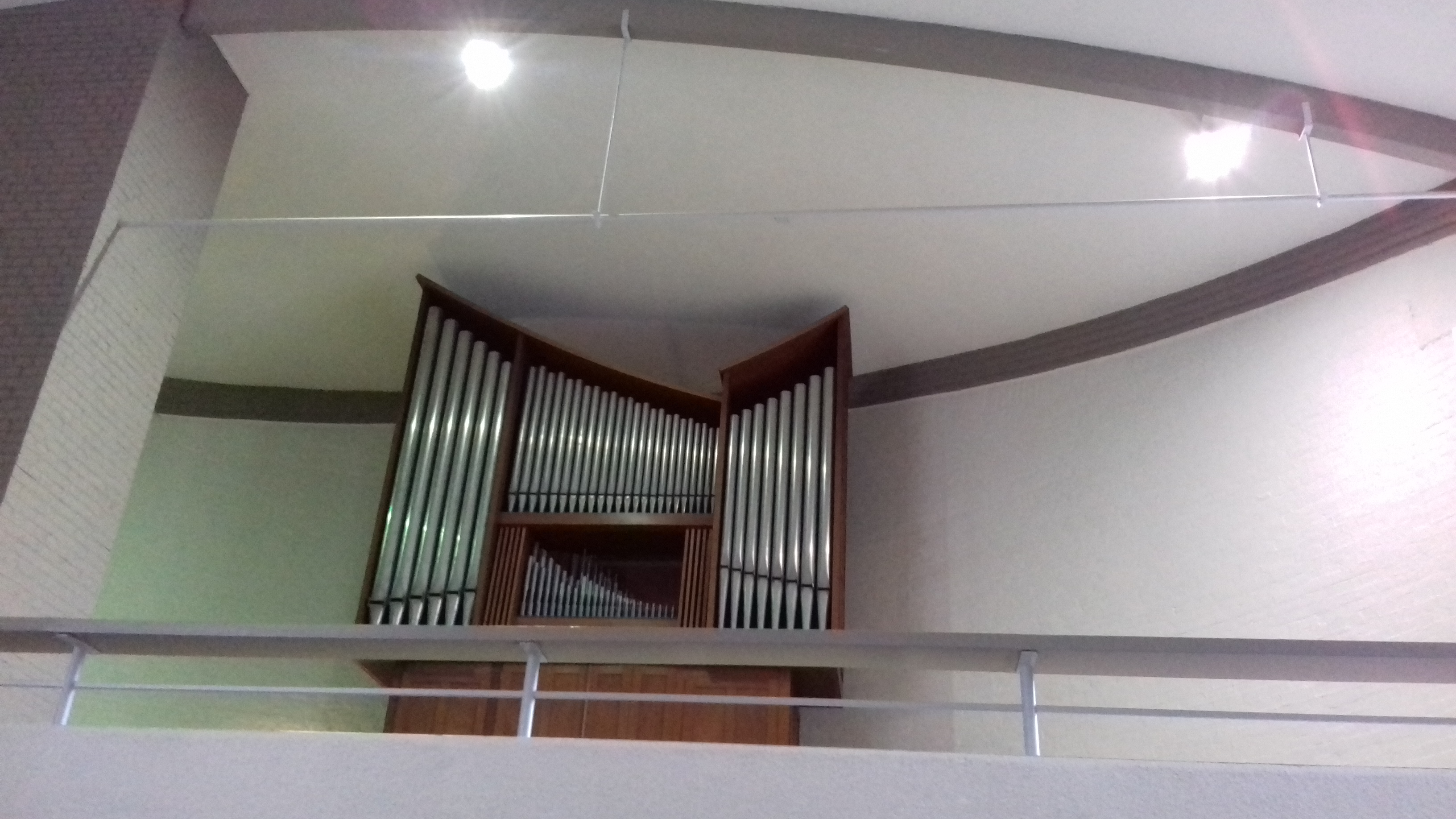
Orgel
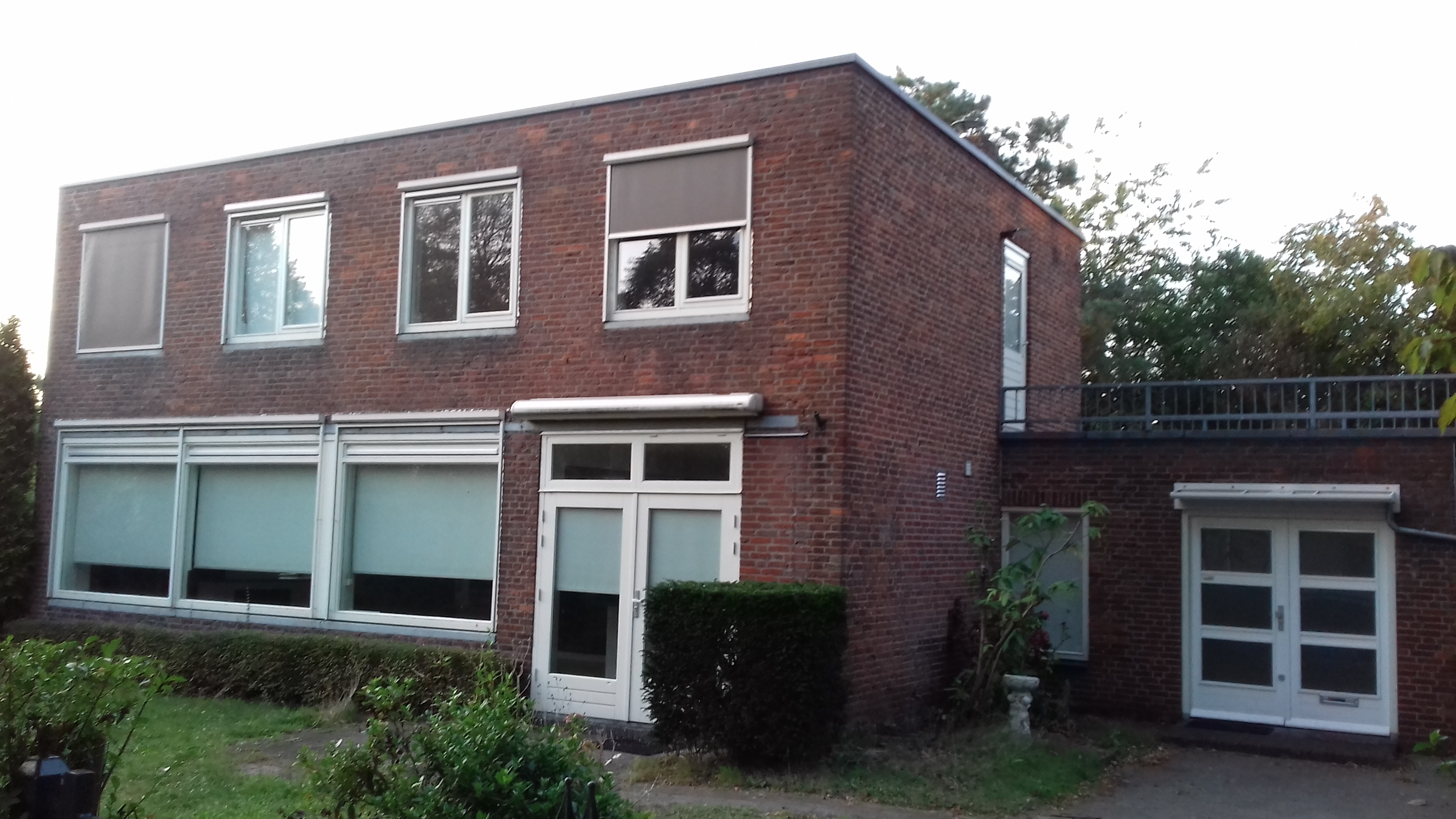
Pastorie / Dienstwoning in 2021
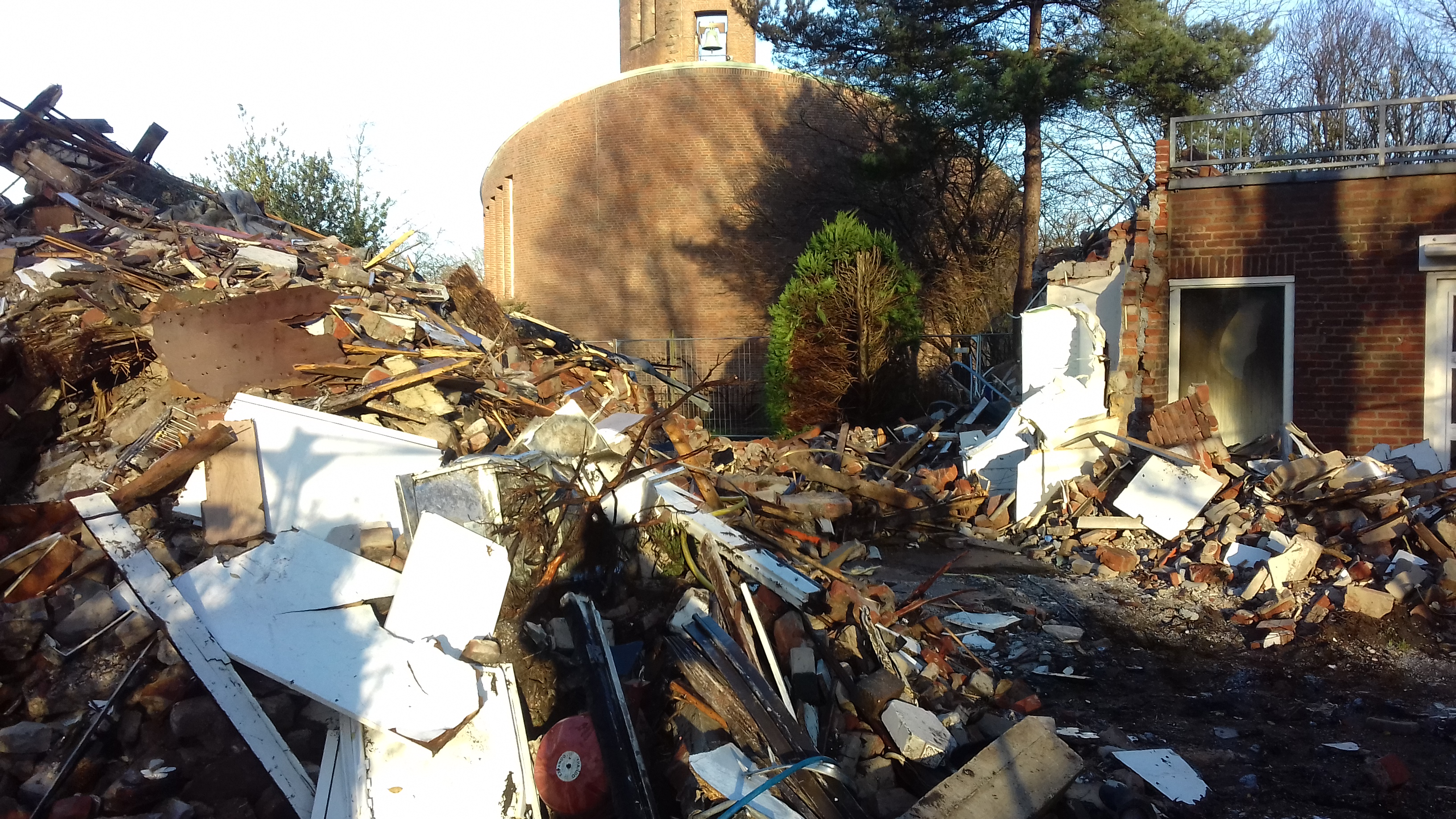
afgebrande Pastoriegebouw in 2023
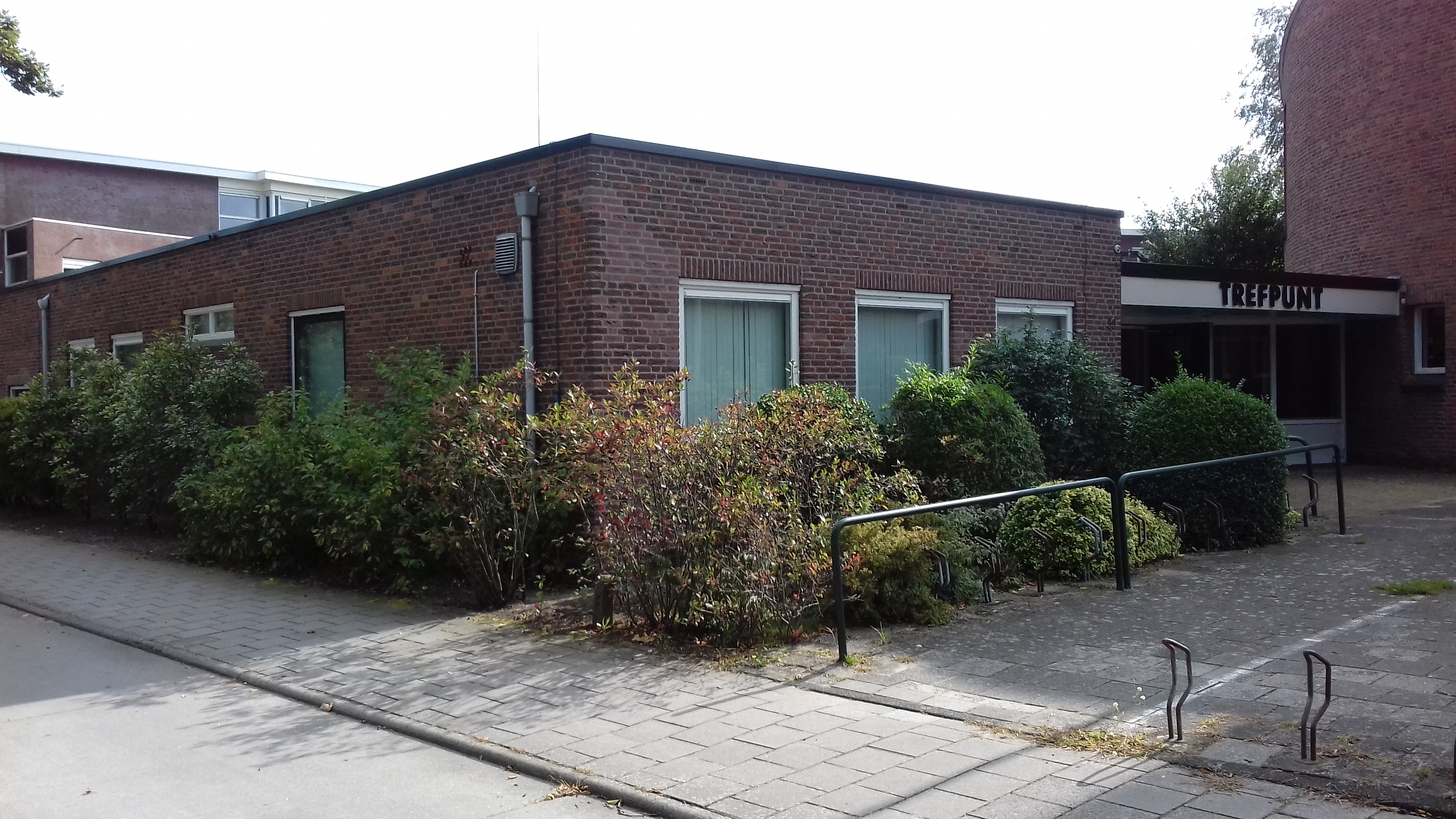
Wijkcentrum, Trefpunt
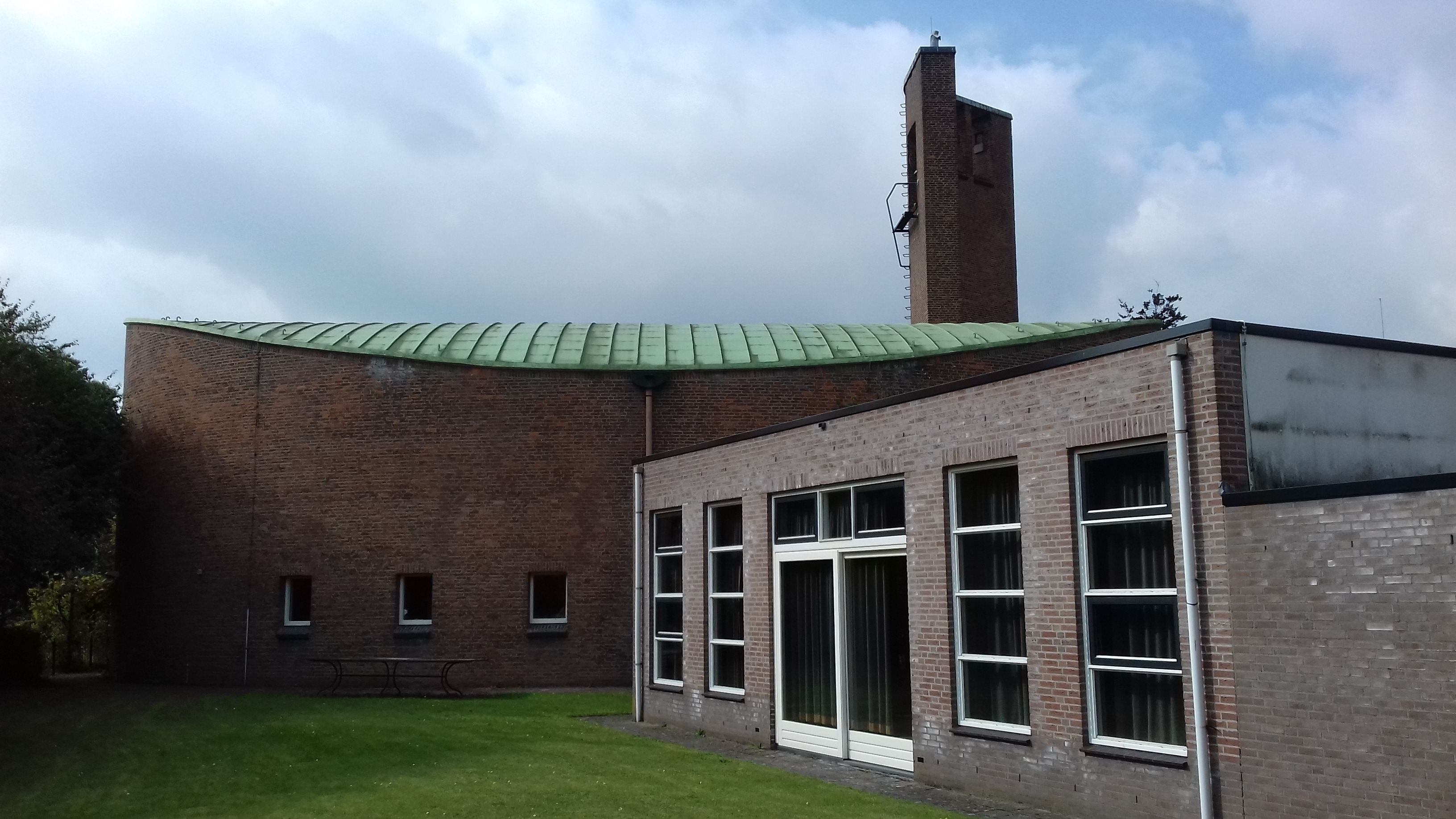
Oostgevel Verlosserkerk